# 民都鲁中华公学

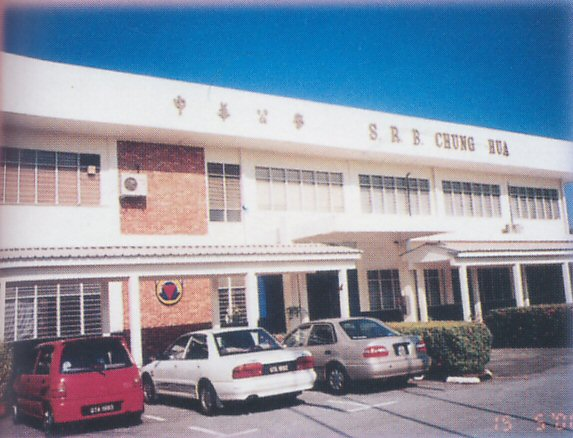
行政楼

民都鲁中华公学是全砂拉越最大的华小，学生人数最多曾達2,917人，當時是砂拉越唯一人数超过2,000人的华小。據砂拉越华文小学列表，2022年民都魯中華公學人數為1,255人（砂拉越第六多，於2000年前後分出二校），其餘超過1,200名學生的華小尚有：
- 美里中山华小（1,552人）
- 美里杜当中华华小（1,337人）
- 古晉十哩中华公学（1,333人）
- 古晉中华华小二校（1,330人）
- 美里埔奕中华公学（1,258人）
- 古晉中华华小三校（1,243人）
- 民都鲁尚文华小（1,215人）

## 历史

### 创立初期
中华公学创于1919年2月5日。来自中国南部的华裔同胞，为了子女承受优良的华文文化，热心集资，创立了首间学堂， 定名为「普南学堂」。当时学生人数只有七、八名，老师一名兼任校长。后来学生人数逐年增加，乃迁址并改名为「中华学校」，较后又改名为「中华公学」。因此，「普南学堂」乃「中华公学」之前身。当时学校之经济来源，乃靠华裔热心人士自动捐献及学费收入为基金，后期才接受成为政府津贴学校。创校初期，租用市区之木板店屋作为校舍。1920年，董事部向政府申请位于市中心之一依甲地段（于菜巴刹对面），兴建一座双层木板屋，作为校舍。1921年初落成。1935年，因为学生不断增加，于是增聘两位教员。1939年，校舍旁又兴建四间单层教室，并兼办幼稚园。第二次世界大战，日军南侵，在1942年初民都鲁沦陷，学校也同时遭殃，被日军改为日文学校。1944年，联军反攻，民都鲁几乎夷为平地，仅学校与大伯宫庙倖免无恙。

### 光复后
战后1948年，学校奉当时殖民地政府之命，将学校迁往飞机场旁边（今夜市所在地），增建两座双层木板校舍，而后另建两排临时课室，食堂及校长宿舍等。在1948年至1988年，约四十年之间，学校学生上课时都受到飞机起落之巨大噪音干扰，且校内排水系统不佳，每逢下雨，积水深达一尺多。当学生人数多达一千七百多人时，课室不够，被逼分上下、午班上课。学校旧校址地契，于1984年届满，由于延期申请不被批准，董事部再向政府力争。终于在1983年获得批准由在丹绒巴都路附近之一块四英亩（約1.6公頃）土地以供重建校舍之用。1984年，董事部为筹建耗资三百余万令吉之新校舍，发出告社会人士书，筹募建校基金。
当1986年中沟渠工程完成后，耗资一百七十万令吉之新校舍工程，也在1986年10月中动工兴建。新校舍为三座三层洋灰楼，内有三十六间课室及回教祷告室。另一座为双层行政楼，楼下为校务处及牙科室；楼上为图书馆、会议室、音乐室及资料室。新校舍于1988年初竣工，并于当年5月15日正式启用。董事部再次筹款建一座大礼堂。1989年正月，该座耗资八十万令吉的大礼堂正式动工，于1990年三月竣工，并命名为「拿督叶明逸礼堂」，董事部向州政府申请一块空地作为建立运动场之用。1992年，州政府正式批准学校旁边一块3.5亩的土建地运动场。1993年，进行填土，种草，围篱笆等工程。1996年5月17日，学校运动场正式开幕，并当天举行常年运动会。因课室不够，董事部决定再建一棟新校舍和一座厕所。1996年3月，正式动工兴建，于年尾竣工。此校舍（D座校舍）高三层，共有八间课室，两间生活技能室及一间讲台。同年年底，雨盖候车亭及走廊建成。1997年，建造成功泉及知识泉来美化学校。每间课室多装四架风扇。办公室新造一间冷气休息室。
1997年，砂副首席部长丹斯里拿督陈康南医生宣布砂政府批准民都鲁中华公学分校。董事部申请到一块位于吉都隆3英里，占地7.1依甲（約2.9公頃）的土地。1998年，为了配合中华公学“八十大寿”，校方在礼堂旁建造学校纪念碑。在D座校舍前建一座交通花园及勤毅桥。此花园作为学生练习交通游戏之用。因学校学生太多，而学校地方有限不能建更多课室。故此，董事部极力向政府申请以批准中华公学建立分校。1999年，增设电脑课程。耗资约三十万令吉电脑室。2000年，建造雨盖排球场，雨盖篮球场及亲善园。2001年，建造宏愿碑及蘑菇亭。2002年，建造智慧亭。2003年，为了庆祝学校八十五周年，校方在行政楼与A座校舍之间建造了一座“全能碑”。2005年，中华公学分校竣工；2008年获准成为民都鲁中华公学二校。中华公学将于2019年2月5日迎来百年校庆。

## 历代校长
| 姓名             | 性别 | 年度                  | 任期   |
| ---------------- | ---- | --------------------- | ------ |
| 吴锦秋           | 男   | 1919-1922             | 五年   |
| 施以德           | 男   | 1923                  | 一年   |
| 张俊民           | 男   | 1924-1925             | 二年   |
| 林景秋           | 男   | 1926                  | 一年   |
| 蔡培元           | 男   | 1927-1928             | 二年   |
| 余构容           | 男   | 1929-1931             | 三年   |
| 余剑光           | 男   | 1932-1934             | 三年   |
| 赵信侯           | 男   | 1935                  | 一年   |
| 李秀添           | 男   | 1936-1937             | 二年   |
| 陈涤尘           | 男   | 1938-1940             | 三年   |
| 苏焕明           | 男   | 1941                  | 一年   |
|                  |      | 1949-1961             | 十一年 |
| 谢国雄           | 男   | 1954                  | 一年   |
| 何特关           | 男   | 1955-1957             | 三年   |
| 陈孔荣           | 男   | 1958                  | 一年   |
| 卢荣璋           | 女   | 1962－1963            | 二年   |
| 黄应岳           | 男   | 1964-1972             | 九年   |
| 李任兰           | 男   | 1973                  | 一年   |
| 余启康           | 男   | 1974-1978             | 五年   |
| 余泽仪           | 男   | 1979-1990             | 十二年 |
| 刘友实(代校长)   | 男   | 1990(九月)-1992(五月) | 二年   |
| 麦君光           | 男   | 1992(五月)-2003       | 十二年 |
| 许统玉           | 男   | 2004                  | 一年   |
| 陈大锐（代校长） | 男   | 2005                  | 一年   |
| 许巧玉           | 女   | 2006-2014             | 八年   |
| 池梅惠(代校长)   | 女   | 2015-2016             | 两年   |
| 池梅惠           | 女   | 2017-今（2024）       | 现任   |